# Basílica de Santo Agostinho no Campo de Marte
Sant'Agostino in Campo Marzio ou Basílica de Santo Agostinho é uma igreja titular e uma basílica menor em Roma, Itália, não muito distante da Piazza Navona, e dedicada a Santo Agostinho. É uma das primeiras igrejas renascentistas na cidade.
O cardeal-presbítero protetor do título de Santo Agostinho é Jean-Pierre Ricard, arcebispo de Bordeaux.

## História
Sua construção foi bancada por Guillaume d'Estouteville, arcebispo de Ruão e conselheiro do papa. A fachada foi construída em 1483 por Giacomo di Pietrasanta utilizando travertino retirado do Coliseu. O projeto é atribuído ao arquiteto Baccio Pontelli, do final do século XV, com restaurações no final do século XVIII de Luigi Vanvitelli.

## Obras de arte
A mais famosa obra de arte atualmente na igreja é a "Madonna di Loreto", uma importante pintura barroca de Caravaggio. Estão ali também "Santos Agostinho, João Evangelista e Jerônimo", de Guercino, um afresco do "Profeta Isaías", de Rafael, uma escultura de "Santa Ana, a Virgem e o Menino", de Andrea Sansovino e a "Madonna del Parto", de seu pupilo Jacopo Sansovino. Segundo a tradição, esta estátua é milagrosa e teria sido baseada numa estátua retratando o tema clássico de Agripina segurando Nero em seus braços. Em 1616, o artista barroco do século XVII Giovanni Lanfranco decorou a Capela Buongiovanni (no braço esquerdo do transepto) com três telas e um afresco no teto sobre a "Assunção". A igreja também abriga a escultura "São Tomás de Villanova distribuindo Esmolas", de Melchiorre Caffà e comlpetada pelo seu mentor, Ercole Ferrata. Pietro Bracci projetou e esculpiu o túmulo em mármore multicolorido do cardeal Giuseppe Renato Imperiali (1741).

## Túmulos
Sant'Agostino é o local de repouso de Santa Mônica, mãe de Santo Agostinho, de Fiammetta, uma amante de Cesar Bórgia e cortesã famosa e de Olav Trondsson, arcebispo da Noruega entre 1459 e 1473.

## Galeria

Imagens da igreja
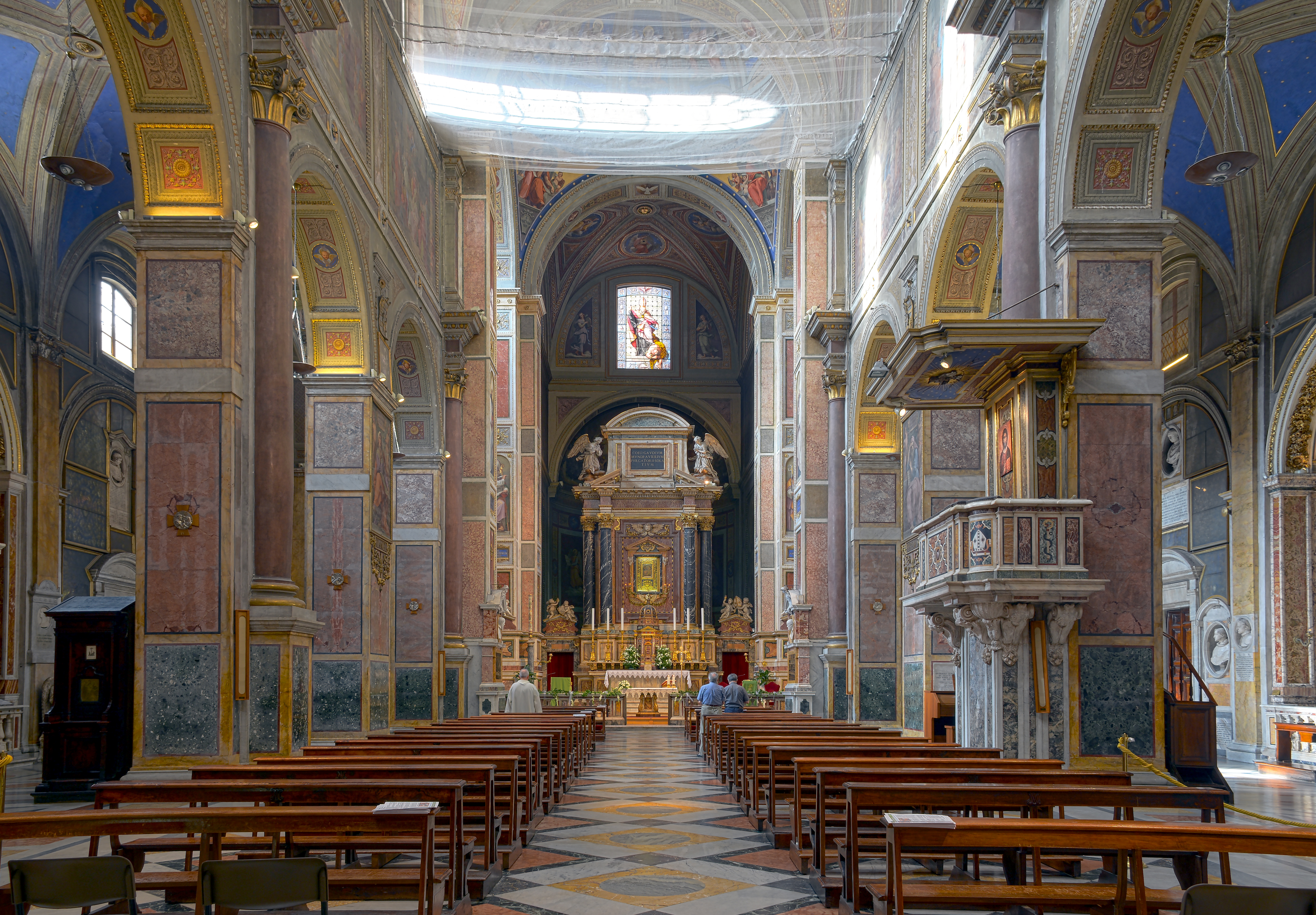
Vista do interior
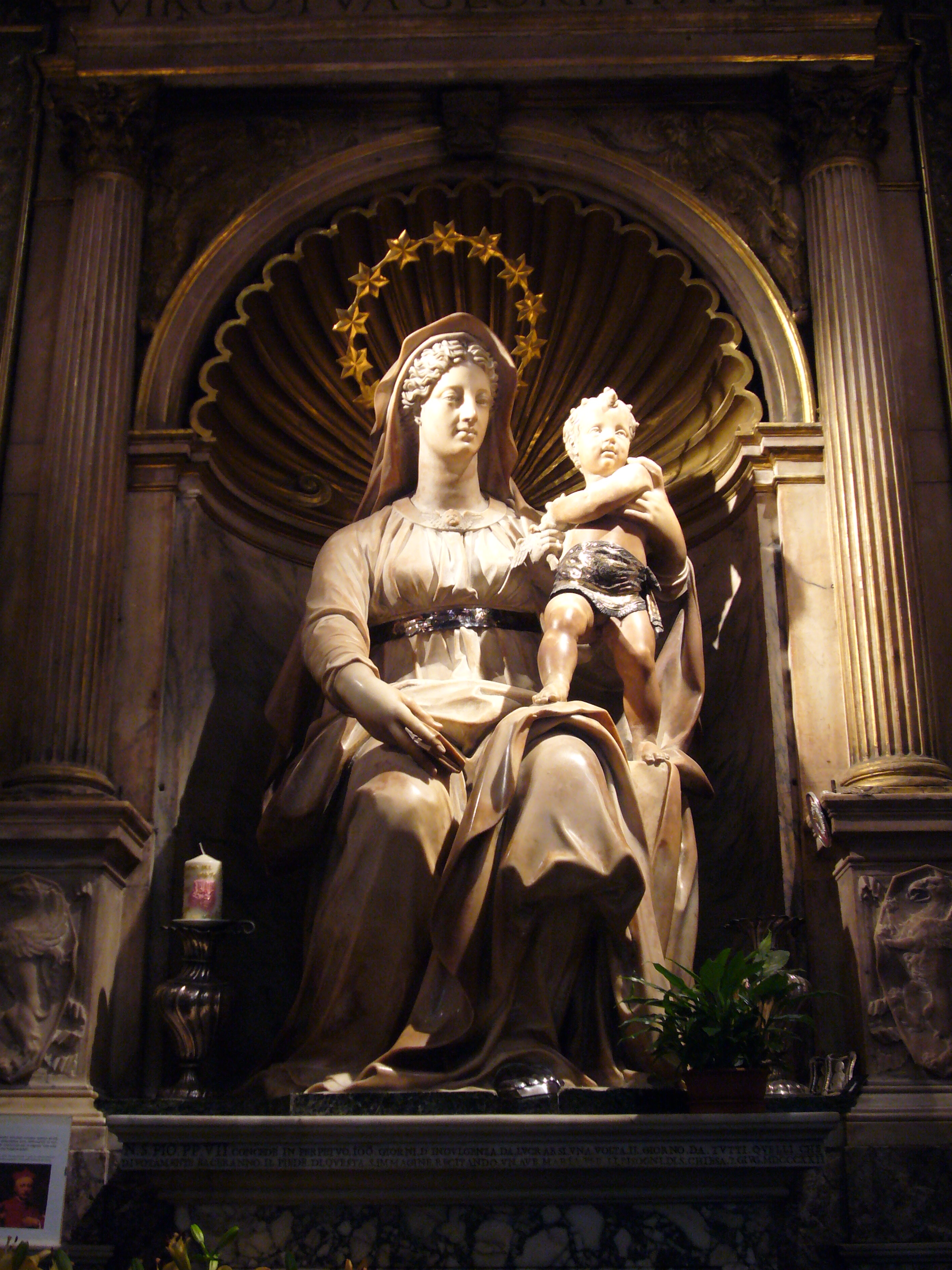
"Madonna del Parto", de Andrea Sansovino.
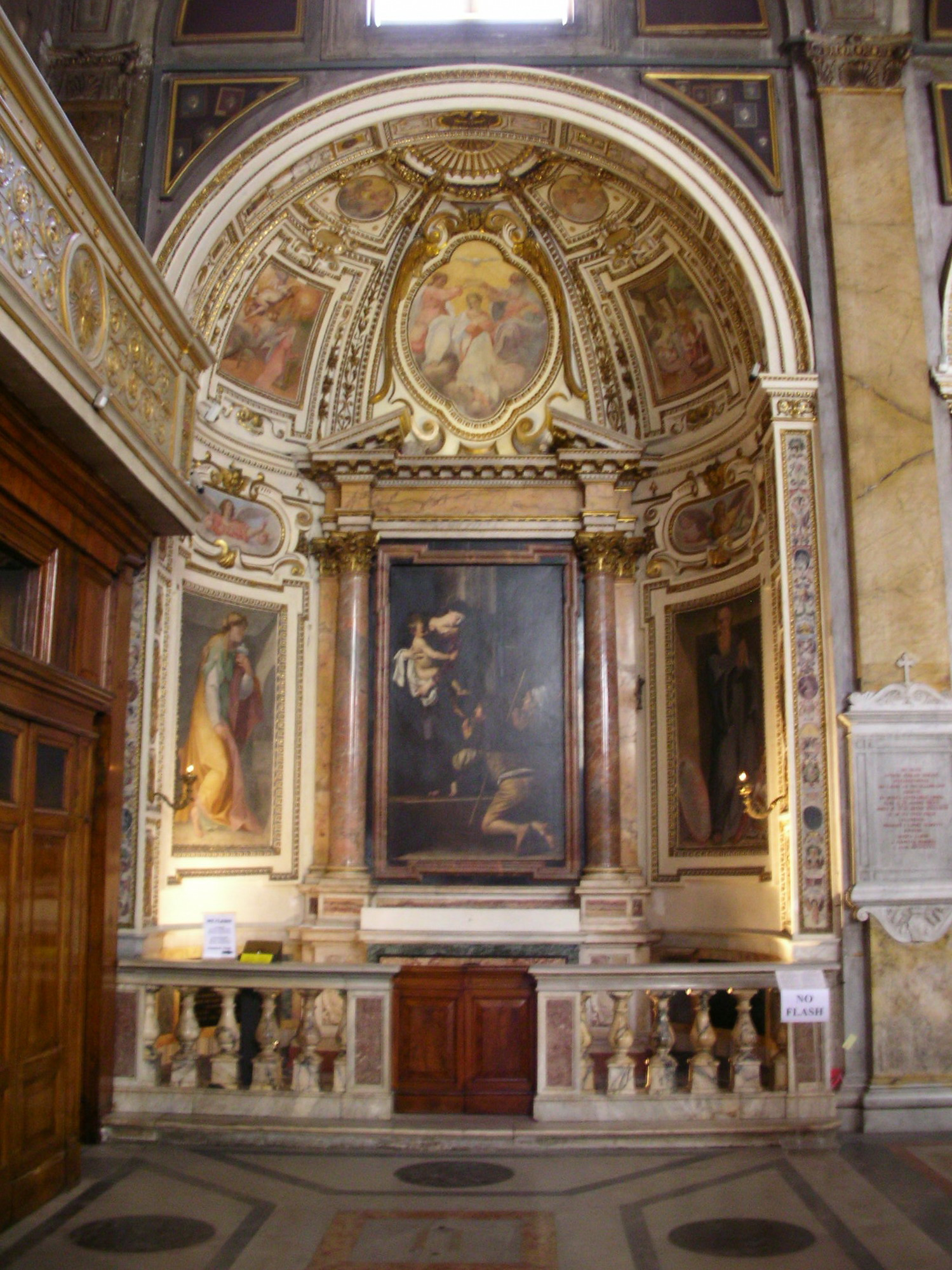
Altar com a "Madonna di Loreto", de Caravaggio.
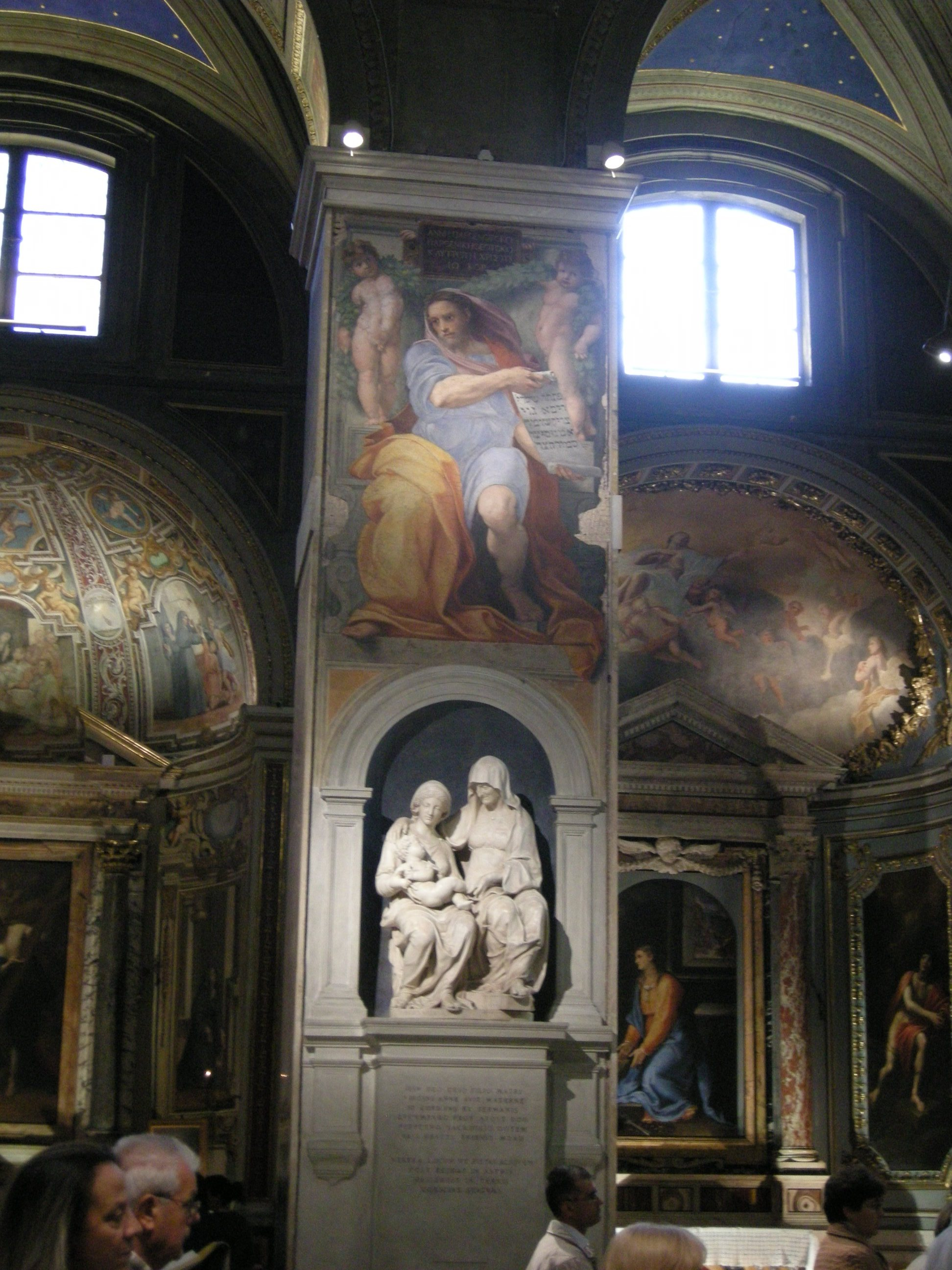
"Profeta Isaías", de Rafael.
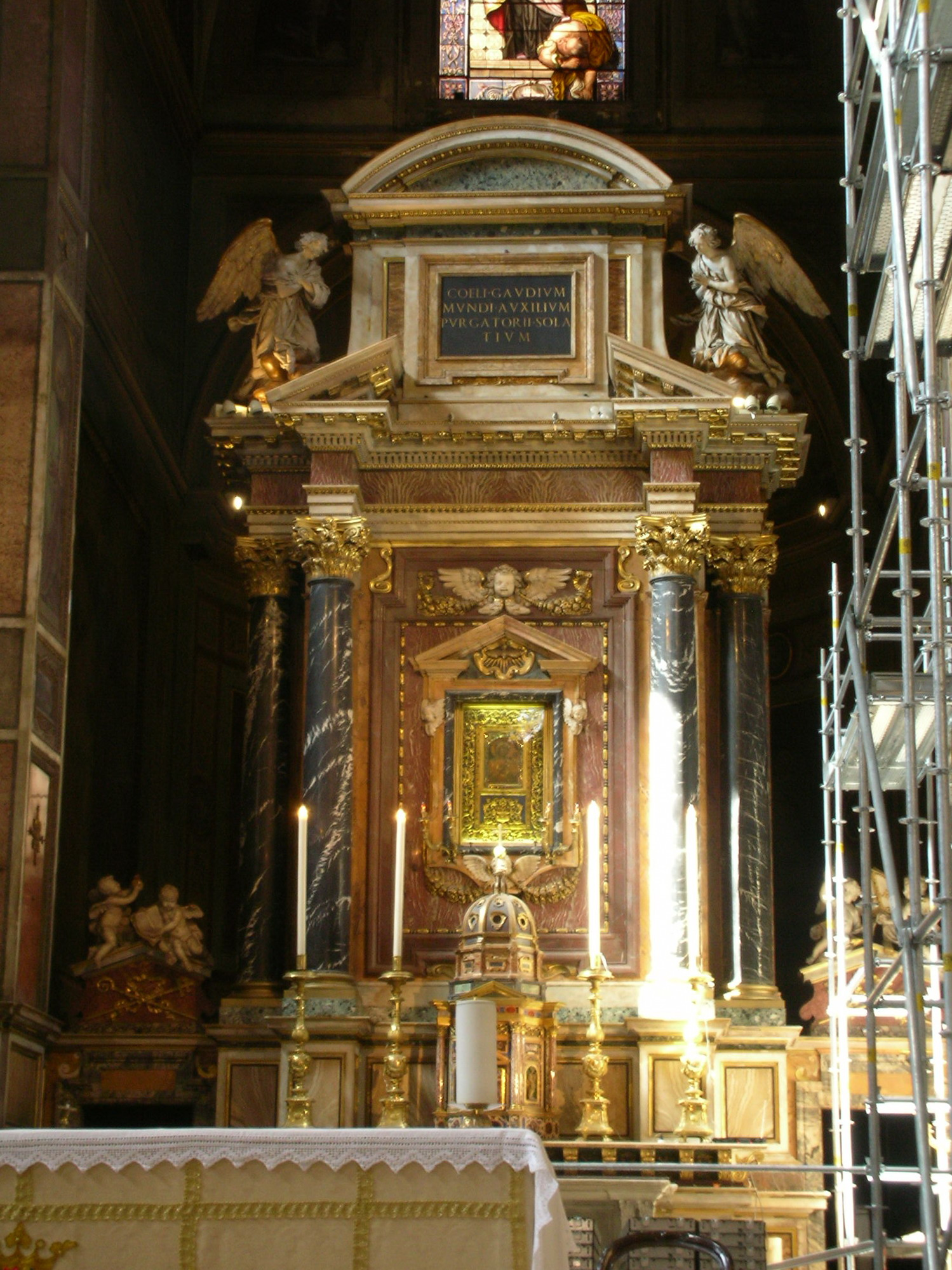
Altar-mor.
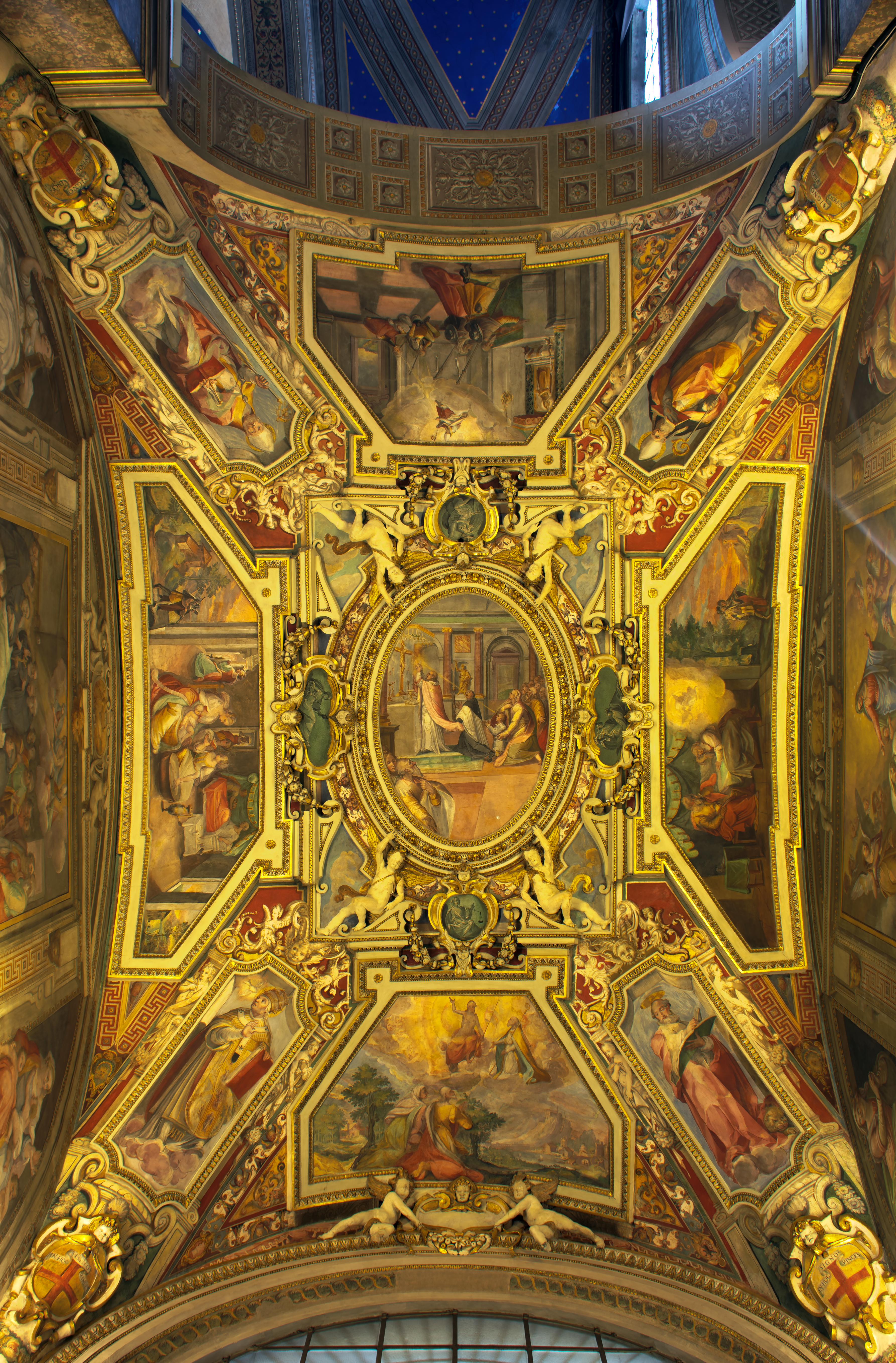
Teto.
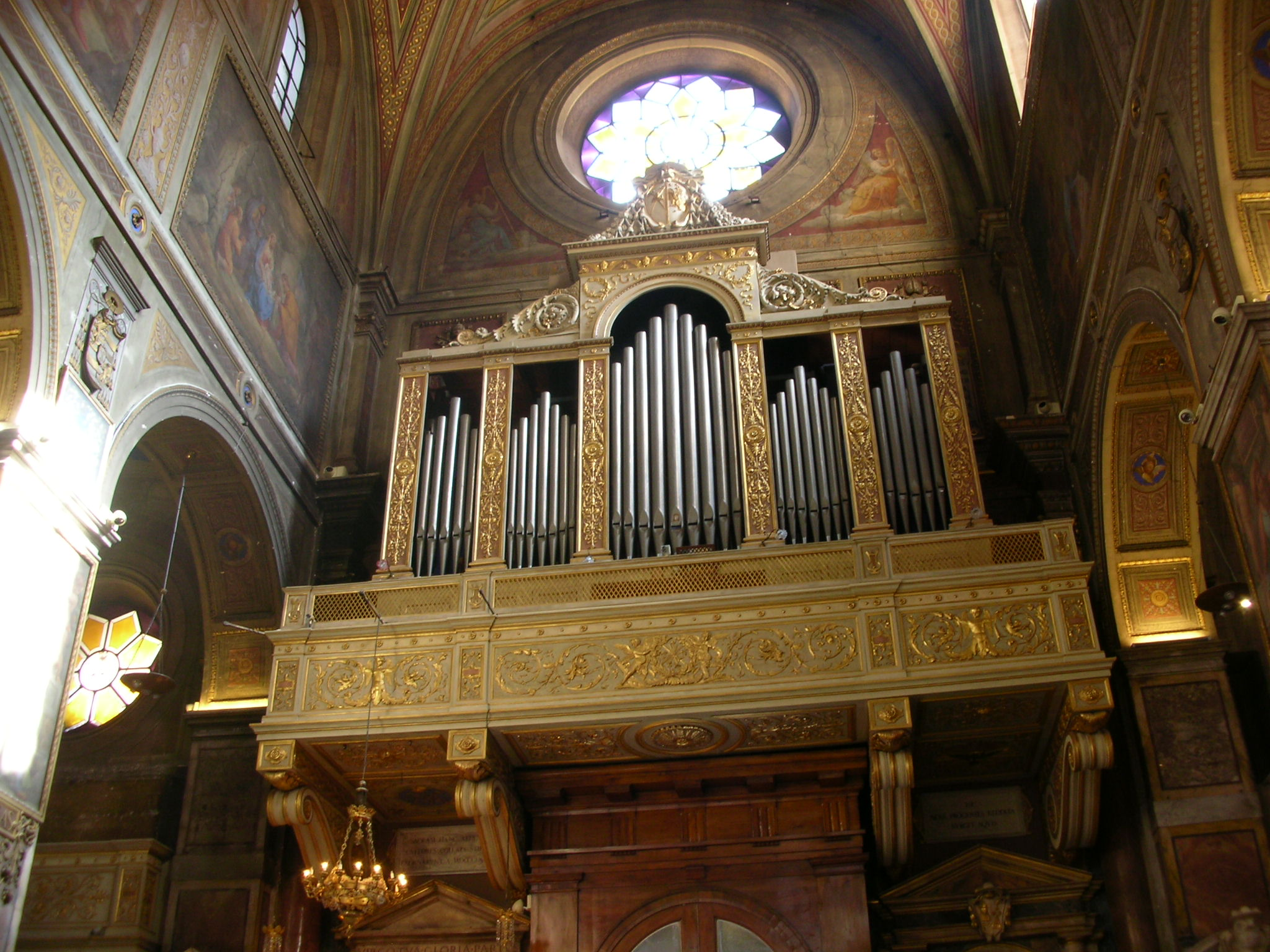
Órgão.